# Aravind Adiga
Œuvres principales
- Le Tigre blanc (en) (2008)

Aravind Adiga est un journaliste et écrivain indien né à Madras (aujourd'hui Chennai) le 23 octobre 1974. Son premier roman, The White Tiger (en), a obtenu le prix Booker en 2008.

## Biographie
Aravind Adiga grandit à Mangalore. Il obtient son certificat de fin d'études secondaires en 1990. L'année suivante, sa famille s'installe à Sydney en Australie et il intègre un lycée agricole de Nouvelle-Galles du Sud. Il étudie ensuite la littérature anglaise à l'université Columbia et au Magdalen College de l'université d'Oxford.
Aravind Adiga commence sa carrière professionnelle comme journaliste financier. Ses articles paraissent dans le Financial Times, The Independent, Money (en), le Sunday Times et le Wall Street Journal. Il passe trois ans en Asie du Sud en tant que correspondant du magazine TIME avant de devenir journaliste indépendant et de se consacrer à l'écriture. Il réside et travaille à Mumbai. En 2008, son premier roman The White Tiger (en) est publié par Atlantic Books (en) et reçoit le prix Man Booker.

## Œuvres

### Romans
- The White Tiger (2008) Le Tigre blanc, traduit par Annick Le Goyat, Paris, Buchet/Chastel, 2008, 324 p.  (ISBN 978-2-283-02332-7) ; réédition, Paris, 10/18, coll. « Domaine étranger » no 4335, 2010  (ISBN 978-2-264-04867-7)
- Between the Assassinations (2008) Les Ombres de Kittur, traduit par Annick Le Goyat, Paris, Buchet/Chastel, 2011, 354 p.  (ISBN 978-2-283-02432-4) ; réédition, Paris, 10/18, coll. « Domaine étranger » no 4591, 2012  (ISBN 978-2-264-05732-7)
- Last Man in Tower (2011) Le Dernier Homme de la tour, traduit par Annick Le Goyat, Paris, Buchet/Chastel, 2012, 585 p.  (ISBN 978-2-283-02494-2) ; réédition, Paris, 10/18, coll. « Domaine étranger » no 4836, 2014  (ISBN 978-2-264-06078-5)
- Selection Day (2016) La Sélection, traduit par Annick Le Goyat, Paris, Buchet/Chastel, 2017, 343 p.  (ISBN 978-2-283-03017-2) ; réédition, Paris, 10/18, coll. « Domaine étranger » no 5523, 2020  (ISBN 978-2-264-07293-1)
- Amnesty (2020) Amnistie, traduit par Annick Le Goyat, Paris, Globe, 2022, 272 p.  (ISBN 978-2383611059)

### Nouvelles
- The Sultan's Battery (2008)
- Smack (2008)
- Last Christmas in Bandra (2008)
- The Elephant (2009)